# Alla ricerca di Tadzio
Alla ricerca di Tadzio è un documentario del 1970, diretto da Luchino Visconti e prodotto dalla Rai. Venne creato per la rubrica Cinema 70 curata da Alberto Luna.

## Trama
Viene raccontato come si è svolto il provino per la scelta dell'attore chiamato a interpretare Tadzio nel film Morte a Venezia. Il regista osserva molti giovani e finisce per scegliere l'attore svedese Björn Andrésen.